# منتخب تنزانيا تحت 17 سنة لكرة القدم
منتخب تنزانيا تحت 17 سنة لكرة القدم هو ممثل تنزانيا الرسمي في المنافسات الدولية في كرة القدم
.